# 龍銀 (傳說)
龍銀，又稱飛錢，是台灣漢族傳說中的神奇物品，外觀是一名會飛的錢幣，不僅難以捉摸，得到龍銀的人還會因為他們的善德與否而有不同的命運。

## 外觀與傳說
龍銀狹義上是清領、日治時期政府發行的龍洋，但在台灣各地鄉野故事中，則是各種寶藏、財富的代稱。據說龍銀擁有靈性，特別是埋藏於地底的龍銀，會在特定的時間生出翅膀，能飛到天上或鑽到地底，它們會飛向擁有善德的人，給予他們幸福、但如果沒有善德的人拿到它們，則會惹禍上身，龍銀本身也會變成毒蟲或因某種原因立刻失去，代表非分之財、不得想望，有人也認為龍銀是土地公依照天意送的。
另有說法認為飛翔的龍銀本身只有福氣的人才可以看到，而且難以掌握，就算成功將它們從天上打下來也很容易飛走，必須要把它們放到蒸籠裡用大火蒸熟或放進紅布袋中才不會亂跑。
另外，澎湖也有龍銀自己長出腳跑到別人家的傳說。

## 案例
台灣各地都有龍銀的相關傳說，例如傳說中有一名牧童以竹竿敲下偶然遇見的龍銀，但砸傷自己的腳，直到花光那些龍銀的錢才痊癒、或是有一對善良的夫妻工作時偶然挖到一個裝滿龍銀的甕，被小偷聽到了，他趁著夫妻不在家時偷走甕，打開來卻是一群黃蜂，他買了一瓶黃蜂放進他們家想報復，但那瓶黃蜂又變成了龍銀；也有人抓到龍銀但被它們撐破裝著的籃子蓋而飛走、高雄許家之所以能飛黃騰達，據說也是因為他們發跡的家主許良馬成功得到一甕龍銀並蒸熟後，將它們放在好幾個小布袋中並連成一串，代表財富會「一代（袋）接一代（袋）」。